# کمرکولی آبی
کمرکولی آبی (نام علمی: Sitta azurea) نام یک گونه از تیره کمرکولی است.